# シンタクラース

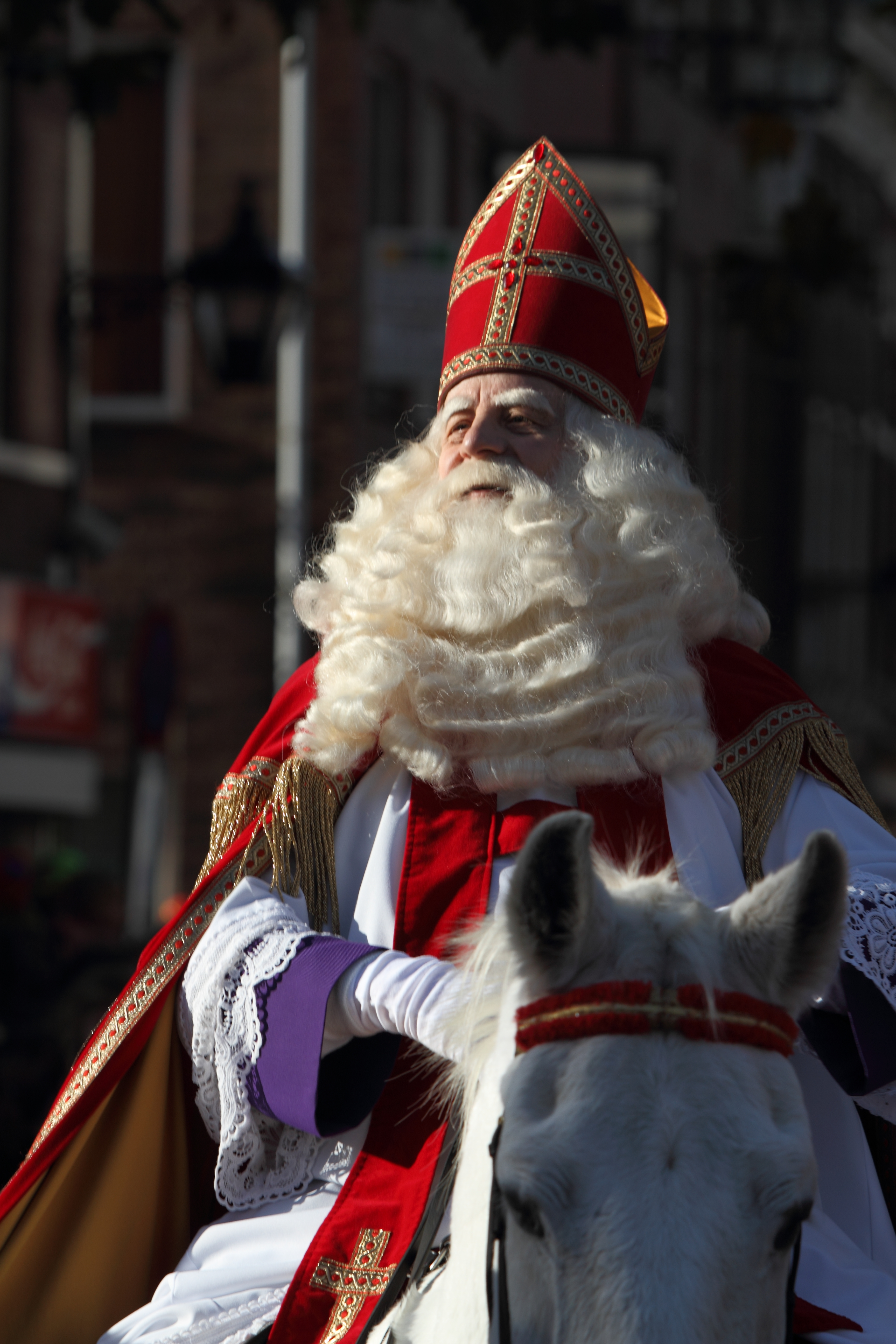
シンタクラース
オランダ、スヒーダム
2001年撮影

シンタクラース（蘭: Sinterklaas）またはシント=ニコーラース（蘭: Sint-Nicolaas）はオランダの神話的存在である。ミラのニコラオスに基づく伝説的、歴史的な存在で民間伝承に起源をもつ。
クリスマスの象徴であるサンタクロースは主にシンタクラースを原形にしている。
オランダ語では別名「de Sint デ・シント（聖者）」「de goede Sint デ・フーデ・シント（善き聖者）」「de goedheiligman デ・フードハイリフマン（善き聖人）」とも言い、フランス語では「サンニコラ」、フリジア語では「シンテクラース」、ルクセンブルク語では"Kleeschen", "Zinniklos"と呼ぶ。
北部オランダでは毎年12月5日（聖ニコラスの日の前夜）にシンタクラースを祝って贈り物を送る風習がある。
南部のローマカトリックの地域、ベルギー、ルクセンブルクおよび北部フランス（フランドル、ロレーヌ、アルトワ）では、これが12月6日（聖ニコラスの日当日）となる。また、アルバ、ボネール島、キュラソー島およびスリナムなど旧オランダ領の領域でもよく知られている。
このほか、聖ニコラオスに起源をもつ祝日の人物として、ドイツとオーストリアの一部（ザンクトニコラウス）、スイス（Samichlaus）、イタリア（サンニコラ）、ボスニアヘルツェゴビナ、クロアチアおよびセルビア（Sveti Nikola）、スロベニア（Sveti NikolajまたはSveti Miklavz）、ギリシア(ハギオスニコラオス)、ルーマニア（モシュニコラエ）、アルバニア（Shen Kolli）などがいる。詳しくは聖ニコラスの日の記事を参照されたし。

## シンタクラース
シンタクラースは、老齢の、威儀正しい、謹厳な人物で、白髪と顎全体を覆う長いあごひげをもつ。
伝統的な白の僧正のアルバ (衣服)（祭服）の上に赤い長ケープ（カズラという）をまとい、赤いストラを付けることもある。赤いミトラ (司教冠)をかぶり、ルビーの指輪、金色の司教杖（装飾的な曲がった頭部を持つ儀礼用の牧杖）を持つ。
伝統的には白馬にまたがる。オランダではこの馬はアメリゴという名である。ベルギーでは「本日荒天なり」という意味の Slecht Weer Vandaag という名である。
シンタクラースは「シンタクラースの書」という大きな赤い本を持っており、これにはそれぞれの子供が過去１年間良い子だったか悪い子だったかが記録されている。
ズワルトピートという、顔を黒く塗ったピエロ風のお供を二人連れている。
オーストリアでは、ズワルトピートの代わりにクランプスという魔物を連れている。

## ズワルトピート

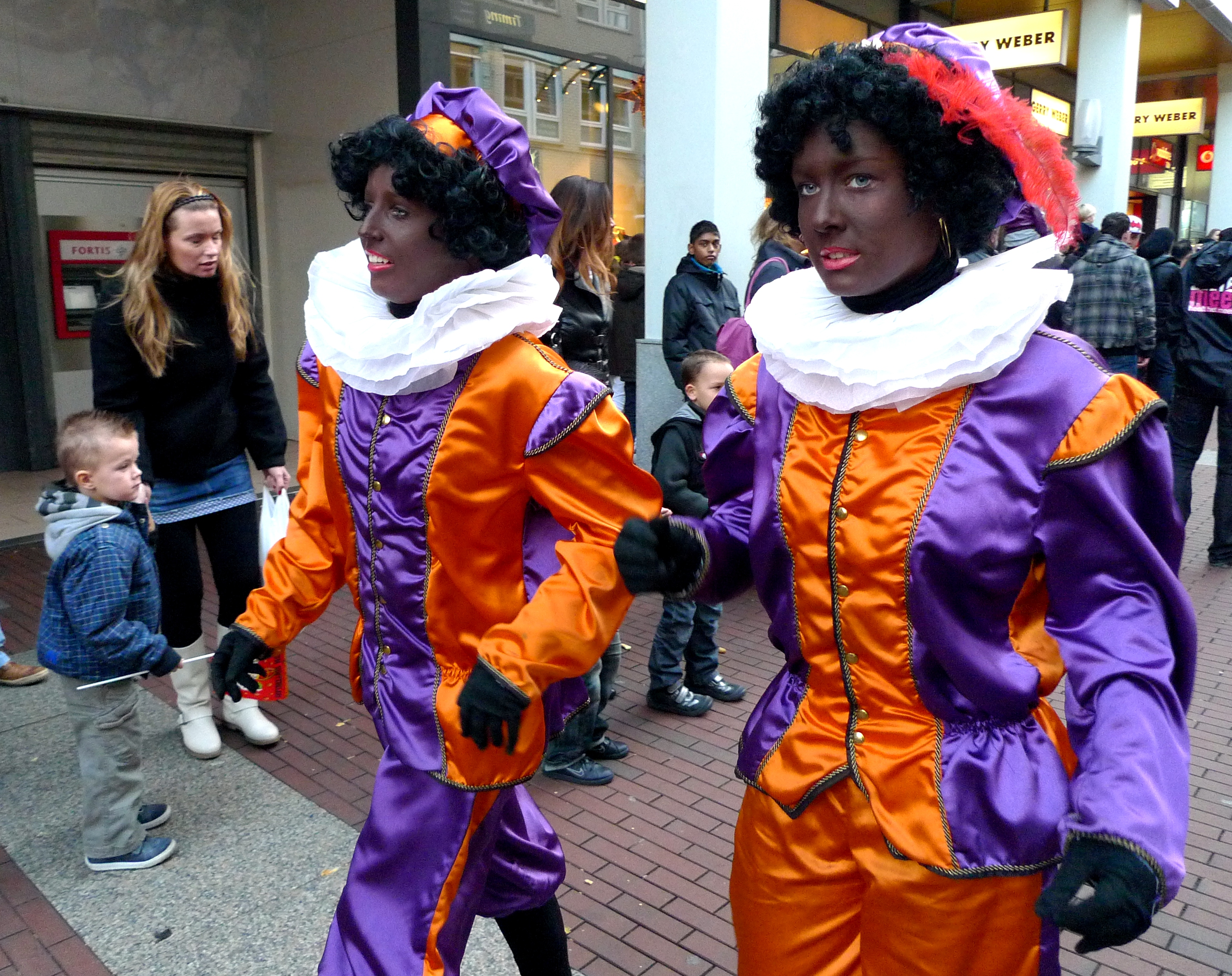
ズワルトピートのコスチュームを着たオランダ人女性

ズワルトピート（オランダ語: Zwarte Piet、「黒いピート」の意味、複数形は Zwarte Pieten ズワルトピーテン）はシンタクラースの侍従で、16世紀の貴族の衣装に基づく服を着ている。しばしばレースの襟と羽飾りのついた帽子で飾り立てている。ズワルトピートが発生したのは18世紀のことである。
初めて印刷物に現れたのは、1850年にアムステルダムの教師ヤン・スケンクマンが発行した Sint-Nikolaas en zijn knecht （『聖ニコラスとその従者』）の中で聖ニコラスの名無しの従者として出てきたものである。
しかし、ズワルトピートの伝統は少なくとも19世紀の初頭にまでさかのぼることが出来る。
ヘレーン・アデリーン・ガーバーらによると、シンタクラースとその助手の起源はオーディンのワイルドハントに関連するところがあるという。この説は憶測に過ぎないため、この「ゲルマン起源」説は現在の研究者にはほとんど支持されていないのだが、学術的でない資料ではよく言及される。
それを別にしても、聖ニコラスの伝統は明らかに非キリスト教に起源のある要素を多く含んでいる。
シンタクラースとズワルトピートは典型的には、良い子に与えるお菓子の入った袋と、悪い子を叩くための白樺の棒と煙突ブラシを持っている。
古いシンタクラースの歌の中では、悪い子は袋に詰められスペインへ連れていかれるとするものもある。こうした話は、クランプスやペレ・フェッタールのような、他の聖ニコラスの従者とも共通する 。
伝統的にズワルトピートはスペインから来たムーア人だから顔が黒いのだといわれる。今日では、煙突をくぐってススが付いたから黒いのだという説明のほうが好まれる。ズワルトピートの外見が人種差別だと受け止められることがある。
この例のように、シンタクラースの祝日をめぐる伝統は、数多くの論評、批評、議論、ドキュメンタリー、抗議、ときには祭りの中での暴力的衝突の種にすらなった。
とはいえ、ズワルトピートとシンタクラースの祭りは、今日でもオランダでは支持が厚い。2013年の世論調査では、オランダ人の92%がズワルトピートを人種差別または奴隷制度と関連があるとは考えないとし、また91%がズワルトピートの見た目を変更することに反対と答えた。

## 祭り

### スペインからの到着

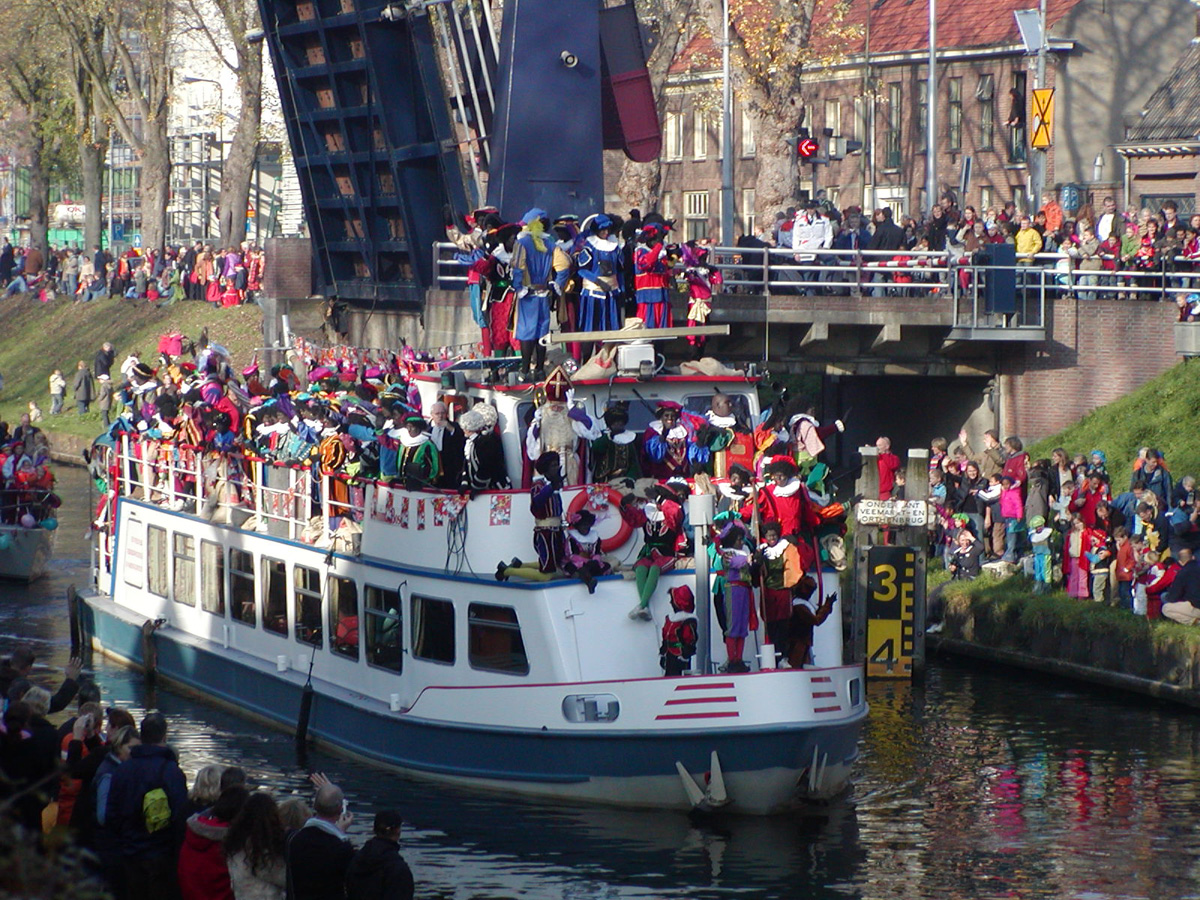
スペインから蒸気船で到着したシンタクラースとズワルトピート

伝統的に、祭りは毎年11月中ごろ（11月11日の後の最初の土曜日）、シンタクラースが所定の海沿いの町に蒸気船で「到着」するところから始まる。シンタクラースはスペインから到着したということになっている。蒸気船が投錨し、シンタクラースが上陸して、馬に乗ってパレードする。
子供たちが伝統的なシンタクラースの歌を歌って歓迎する 。
ズワルトピートがお菓子や、小さくて丸いジンジャーブレッドのようなクッキーであるクラウドノーテンまたはペーペルノーテン（ライ麦粉の小粒の焼き菓子）のいずれかを群衆に投げる。
これらのイベントはオランダとベルギーでは国営テレビで生放送される。
この国を代表する到着のあと、ドックのある街はどこでもそれぞれのシンタクラース到着を祝う。それぞれの街では、国家的到着の同じ土曜日、翌日の日曜日、または翌週の週末に到着祭りが行われる。舟が着岸できない場所では、シンタクラースは鉄道、馬、馬車または消防車でやってくる。
みかんは伝統的にシンタクラースと関連付けられる贈り物であるが、このせいで、シンタクラースはスペインから来たという誤解が生まれたという説もある。
この理論は1810年にニューヨークで刊行されたあるオランダ語の詩に裏付けられている:

### 聖ニコラスの日

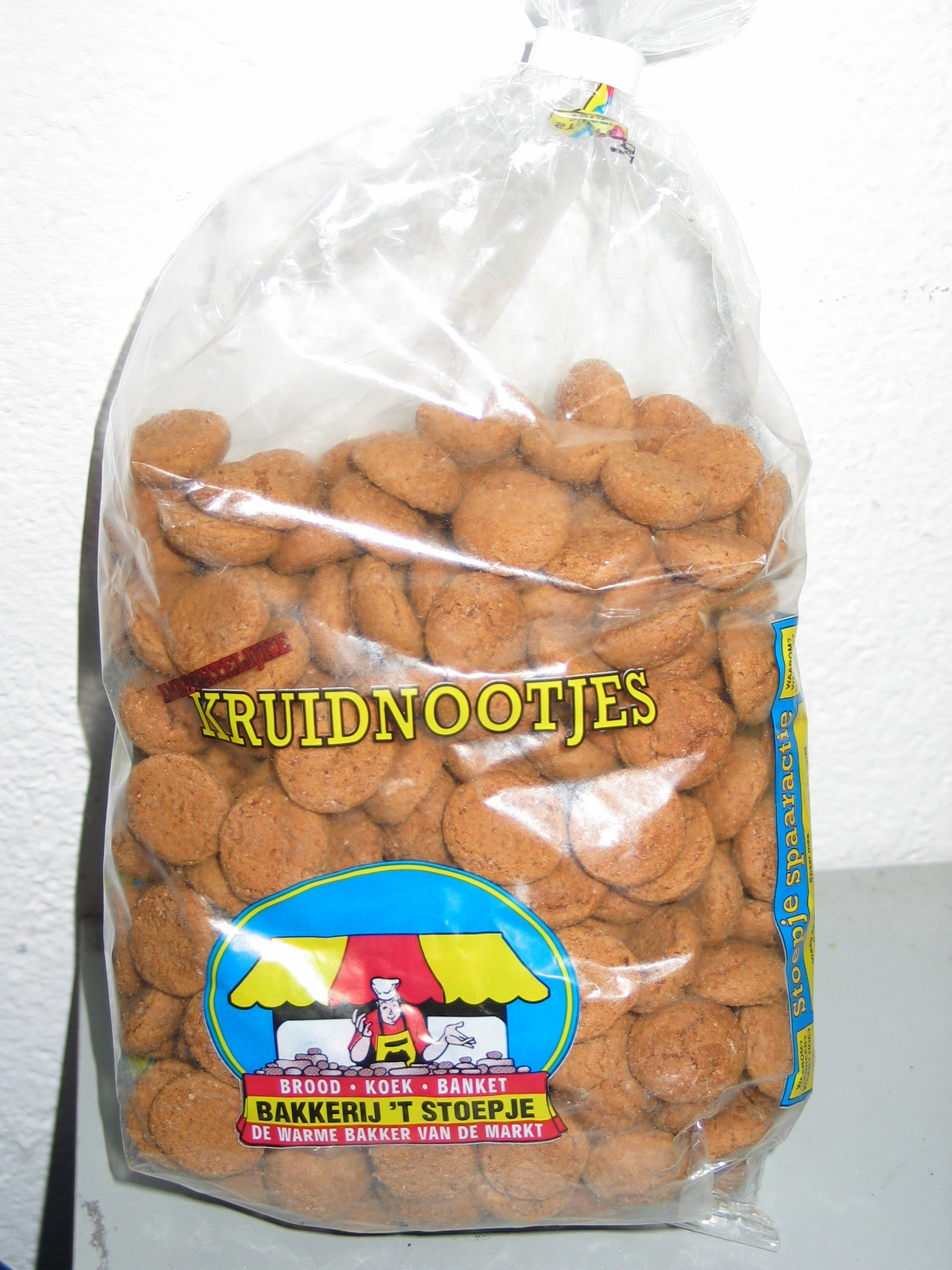
小さくて丸いジンジャーブレッドのようなクッキーであるクラウドノーテン

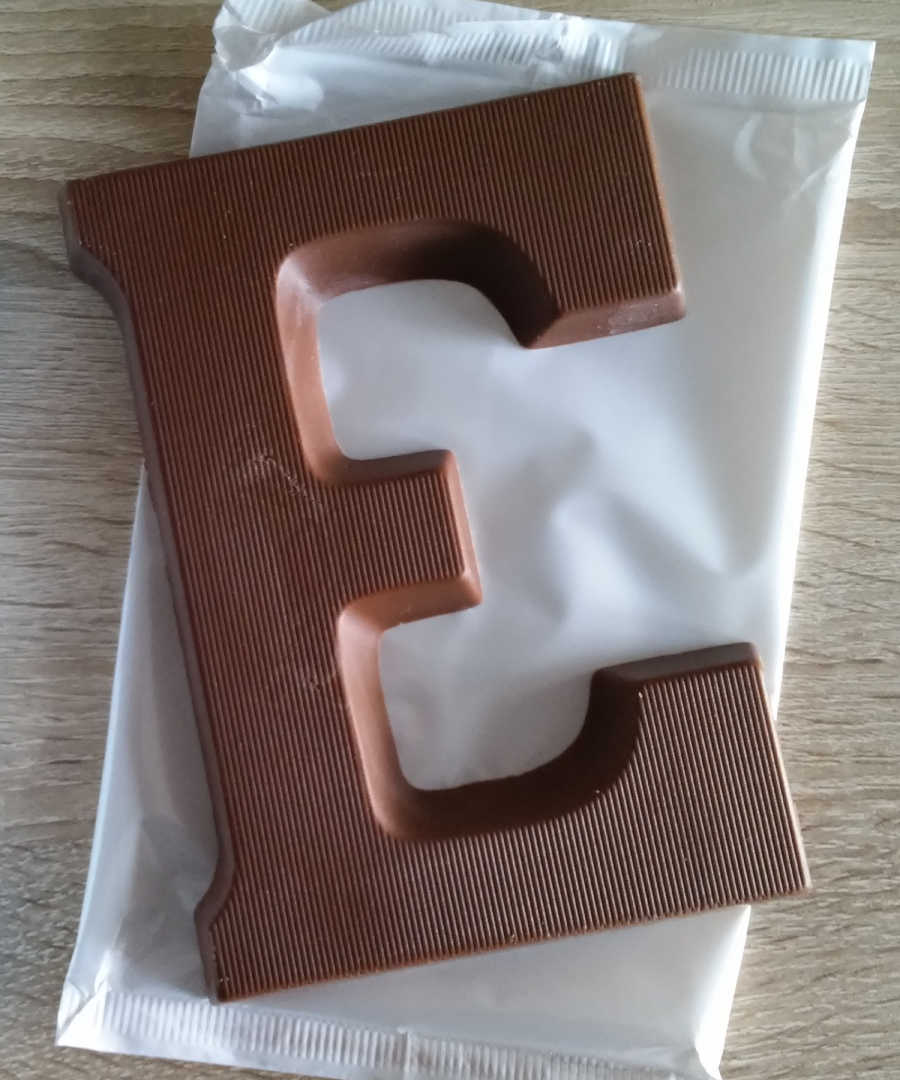
ショコラーデレターの「E」

到着から12月5日までの間、シンタクラースは学校、病院、ショッピングセンターを慰問する。
また、夜には白馬に乗って空を飛び、良い子に煙突から贈り物を授けるという。
伝統的には、悪い子はズワルトピートに連れ去られることになっている。ズワルトピートはそのために頭陀袋と柳のむちを持っている。
子供たちは寝る前に暖炉の煙突の脇に靴を置いておく（近代ではセントラルヒーティングのラジエータの脇でもよい）。靴にはニンジンか藁を少々入れ、近くに水を入れた椀を置く。これはシンタクラースの馬に与えるためである。それからシンタクラースの歌を歌う。翌朝、靴の中にお菓子や小さなプレゼントが入っているのを見つけることになる。
伝統的には、典型的なシンタクラースの贈り物は、ホットチョコレート、みかん、ペッパーノート、スペキュラース（アーモンドペーストを詰めたものである場合もある）、文字の形のペストリー、ショコラーデレター、チョコレートコイン、マジパンなどである。より現代的な贈り物だと、ジンジャーブレッド、シンタクラースの形のチョコレートなどである。
オランダでは聖ニコラスの晩である12月5日は冬の祝日の時期の中でも特に贈り物を贈る日として認識されるようになった。この日の晩は Sinterklaasavond （シンタクラースの晩）あるいは Pakjesavond （贈り物の晩）と呼ばれる。
12月5日の晩には、贈り物が何らかの方法で届く、またはズワルトピートが家の中のどこかにを贈り物を隠した場所を記したメモが「発見」される。近所の人が（ズワルトピートの振りをして）ドアをノックし、袋を置いていく場合もある。これらは家庭ごとに異なる。12月6日にはシンタクラースは特に催しもなく立ち去り、すべての祝祭が終了する。
ペーペルノーテン（蘭: pepernoten）は直訳すれば「胡椒ナッツ」だが、実際には胡椒ではなくアニスなどのスパイスで味付けされている、小さい粒状の焼き菓子である。これを、近所の人などが子供のいる家々に投げ込んでいく。ドイツの古老の証言によると、もともとは子供に配られていたのはナッツそのものであったらしく、もともとは豊穣の象徴であるナッツを撒いて、翌春の豊穣を招き魔を払う行事だったものが、焼き菓子に変わっていったものらしい。
『紅毛雑話』にも出島に住むオランダ人の風習が描写されている：
冬至より十二日にあたる日をもって彼の国の正月となす。その日出島の蛮人、棕櫚縄に裁（キレ）を巻きたるものをもって「カピタン」を始め銘々を打ちてまわるとぞ。案ずるに吾が邦にて用ゆるところの卯杖のたぐいなるべし。
オランダの南部およびベルギーでは、ほとんどの子供は贈り物を受け取るには12月6日の朝まで待たなければならない。そしてシンタクラースはおおむね子供のみのお祝い行事として現れる。12月5日の夜には、靴をニンジンと角砂糖でいっぱいにし、しばしばズワルトピートのために一瓶のビール、シンタクラースのために一杯のコーヒーも添えることがある。子供のいる家庭ではだいたいシンタクラースはクリスマスを贈り物を贈る日に置き換える。また、子供がおしゃぶりを止める年齢になっている場合、おしゃぶりを靴の中に入れておくと翌朝にはチョコレートに入れ替えられている。
贈り物はしばしば、ユーモラスで風変わり、または個人に特化したやり方で包装され、クリエイティブに偽装されている。これはスュプリーズ（フランス語の surprise ）と呼ばれる).。
通常はシンタクラースからの韻文が贈り物に添えられている。これには受取人への個人的なメッセージが書かれている。受取人のよく知られた悪い癖やその他の性格の欠陥をからかう内容のユーモラスな詩である。

## 歴史

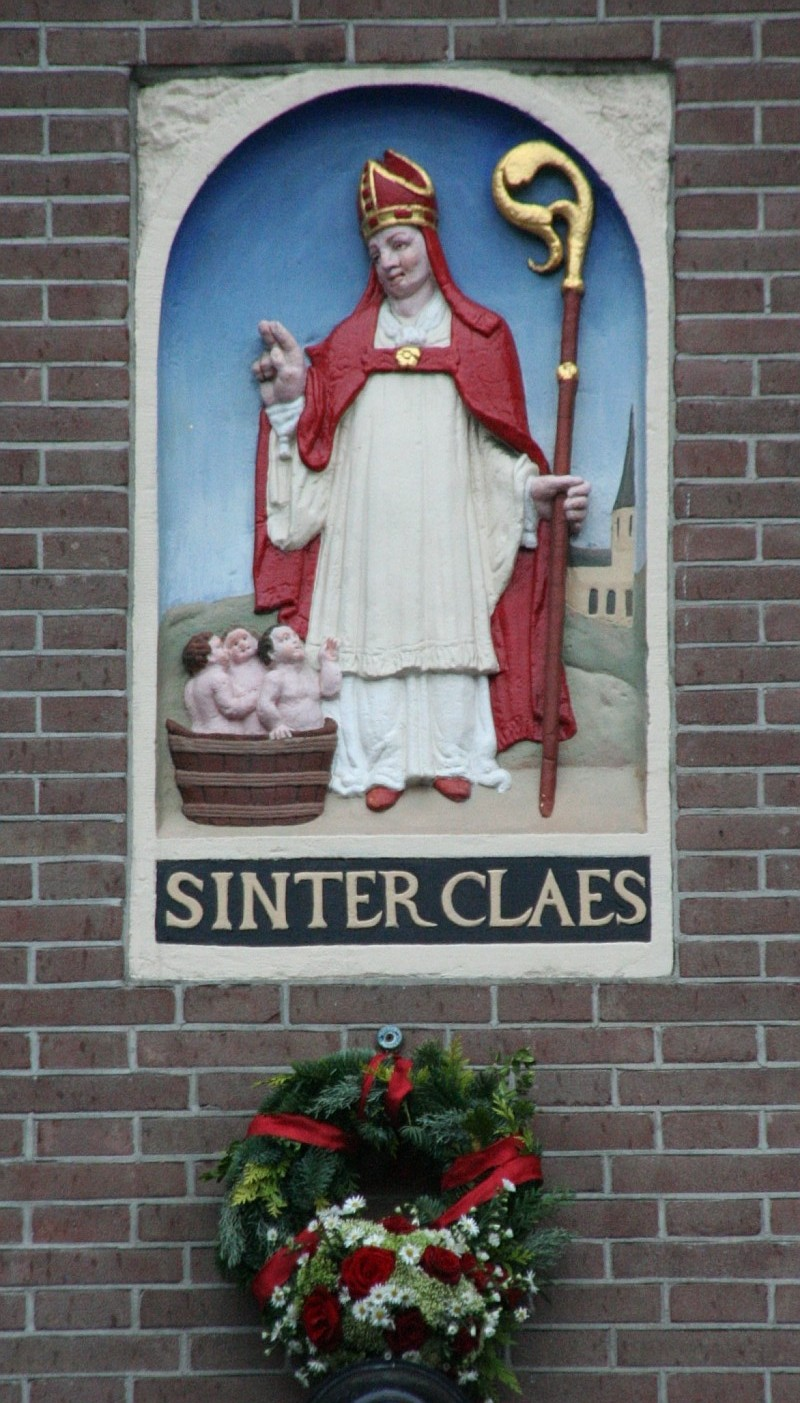
アムステルダムのダム広場近くにある16世紀に建てられた家屋に掲示されているシンタクラースの肖像画

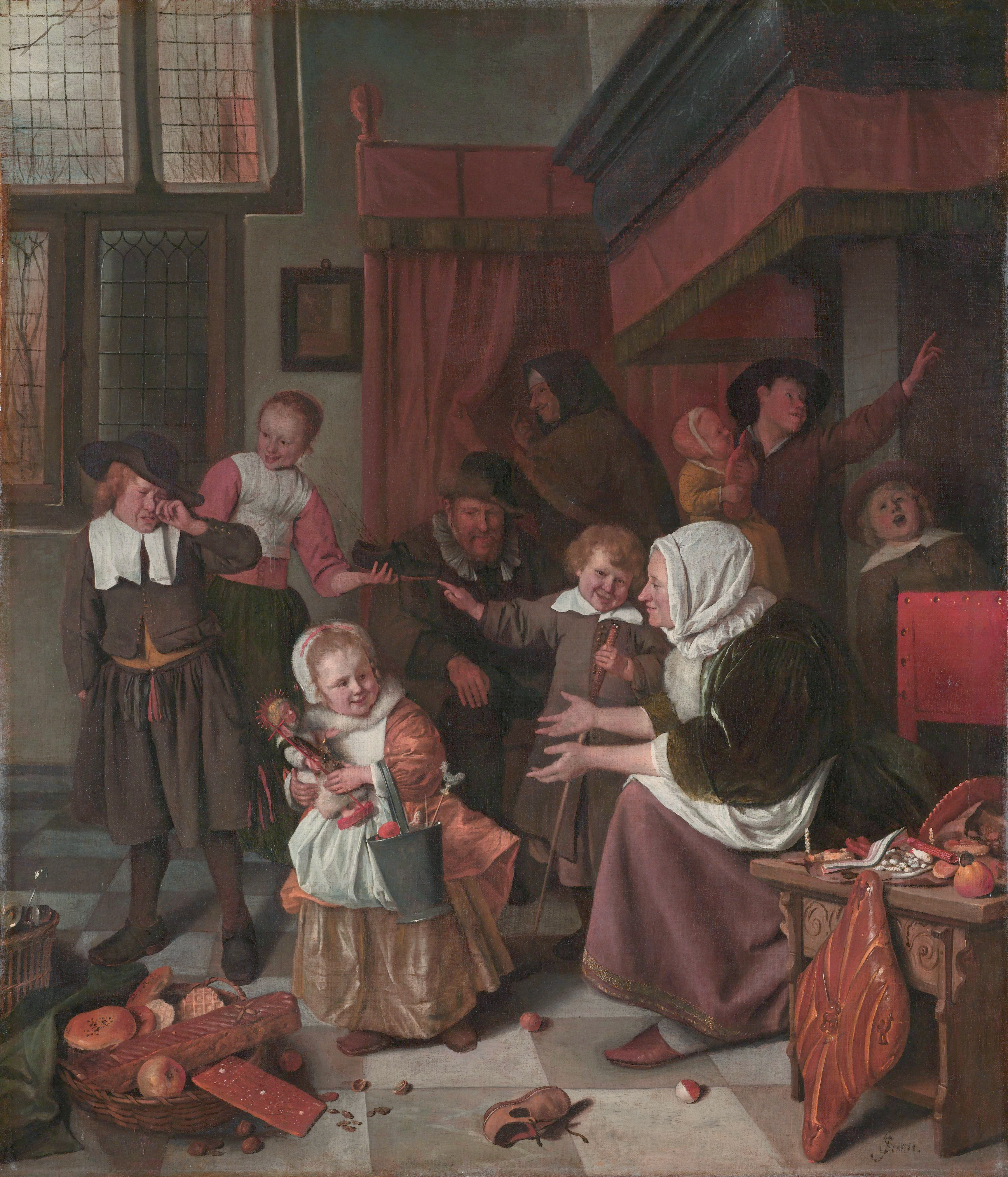
『聖ニコラウスのお祭り』、ヤン・ステーン、1660年代

聖ニコラオスは、今日でいうところのトルコの司祭であったが、1087年、遺骸の半分が南イタリアのバーリに移される。
バーリは1442年にアルフォンソ5世 (アラゴン王)に征服され、以降18世紀までスペイン・ハプスブルク朝の一部となる。
そのバーリに遺骸があったことから、聖ニコラオスと、ズワルトピートとして知られるモリスコの従者はスペインから来ることになった。
ローマカトリック教会は聖ニコラウスの祝日を12月6日に定めた。
16から17世紀のヨーロッパにおける宗教改革で、プロテスタントたちは、贈り物の贈り手をクリストキンドル Christkindl に改め、贈り物を贈る日付も12月6日からクリスマスイブに変更した。
スペイン帝国に対するオランダの反逆の後、カルヴァン派は聖者を祝うのを禁じた（→ゴイセンも見よ）。
宗教改革以降、ネーデルラント連邦共和国は公式にプロテスタント国となり、行政は公共の場での祝祭を禁じた。ただし、オランダの南部はカトリックのままであった。
またアムステルダムでは少なからぬ割合でカトリックの人口があったため、政府は家庭の中での聖ニコラオスの日の祝祭は許可した。
19世紀にシンタクラースの名が広まり、世俗化した。
近代的なシンタクラースは、1850年のシェンクマンの書いた子供向けの本で確認することができる。シェンクマンの本では、中世では悪魔的な存在だった聖ニコラオスの助手が、初めてズワルトピートという名前の黒人として描写された。
第二次世界大戦中のドイツ占領下のオランダでは、伝統的なシンタクラースの歌が時事ネタを反映して書き換えられた。
この時期の替え歌は、食糧や生活必需品の不足、ドイツ軍が価値のあるものを何でも持ち去ってしまうこと、あるいはオランダレジスタンスを称揚するものなどがある。
例えば1941年、イギリス空軍(RAF)が占領下のオランダにお菓子の箱を空中投下したことを受け、次のような替え歌が作られた：
- オリジナル

Sinterklaas, kapoentje,
Gooi wat in mijn schoentje,
Gooi wat in mijn laarsje,
Dank U Sinterklaasje
シンタクラース、雄鶏さん
靴にお菓子を入れとくれ
ブーツにお菓子を入れとくれ
ありがとうシンタクラース
- 替え歌

R.A.F. Kapoentje,
Gooi wat in mijn schoentje,
Bij de Moffen gooien,
Maar in Holland strooien!
イギリス空軍、雄鶏さん
靴に何が入れとくれ
クラウトに爆弾投げとくれ
オランダ中にお菓子を撒き散らせ

## サンタクロースとの関連
17世紀、オランダ人がマンハッタン島に入植した。その後、マンハッタン島はイギリス人の手に移り、ニューヨークと名を改めたが、イギリス系のものの一部に、オランダ文化に関心を持つものも現れ、オランダのシンタクラースの伝承をパンフレットにして広めた。これが新大陸でのサンタクロースの起こりである。オランダの聖ニコラウス信仰がサンタクロースの直接の祖先であるかは議論の余地があるが、聖ニコラウスのオランダ語名であるシンタクラースがアメリカ風に発音されてサンタクロースとなった事は確かである。